# 丹州街道
丹州街道，是中华人民共和国陕西省延安市宜川县下辖的一个街道办事处。
2015年，陕西省民政厅批复同意撤销丹州镇，设立丹州街道办事处。

## 行政区划
丹州街道下辖以下地区：
中山路社区、环东路社区、党湾社区、北窑村、西街村、南街村、南窑村、郭硷村、和平村、甘义沟村、曲里村、程落村、王湾村、三角村、高湾村、党湾村、范湾村、鸭湾村、景阳村、下阳湾村、西坪塬村、茹曲塬村、北斗村、降头村、卢家塔村、定阳村、槐树塬村、五里坪村和圪劳村。